# Jordi Carchano
Jordi Carchano Atenza (Sant Quirze del Vallès, 2 luglio 1984) è un pilota motociclistico spagnolo ritiratosi dall'attività agonistica.

## Carriera
Per quanto riguarda le competizioni del motomondiale il suo esordio risale alla stagione 2003 in cui ha partecipato, grazie ad una wild card, al GP di Catalogna, terminato al 25º posto nella classe 125 in sella ad una Honda RS 125 R del team TMR Competicio, con la stessa motocicletta è dodicesimo nel Campionato Europeo.
Rimanendo sempre nella stessa classe ma alla guida di una Aprilia RS 125 R ha disputato le due stagioni successive del mondiale, classificandosi al 31º posto nel 2004 con il team Matteoni Racing e al 29º posto nel 2005 con il team MVA Aspar.
Nel motomondiale 2006 è invece passato alla classe 250 utilizzando inizialmente una Honda RS 250 R del team Stop And Go Racing per passare poi, in corso di stagione, ad una Aprilia RSV 250 del team WTR Blauer USA in qualità di sostituto di Michele Danese. Al termine della stagione si è nuovamente classificato al 29º posto.

## Risultati nel motomondiale
| 2003 | Classe | Moto  |  |  |  |  |  |    |  |  |  |  |  |  |  |  |  |  |  | Punti | Pos. |
| ---- | ------ | ----- |  |  |  |  |  | -- |  |  |  |  |  |  |  |  |  |  |  | ----- | ---- |
| 2003 | 125    | Honda |  |  |  |  |  | 25 |  |  |  |  |  |  |  |  |  |  |  | 0     |      |

| 2004 | Classe | Moto    |    |    |    |    |    |    |     |    |    |     |    |    |    |    |    |    |  | Punti | Pos. |
| ---- | ------ | ------- | -- | -- | -- | -- | -- | -- | --- | -- | -- | --- | -- | -- | -- | -- | -- | -- |  | ----- | ---- |
| 2004 | 125    | Aprilia | 27 | 14 | 24 | 21 | 23 | NQ | Rit | 24 | NP | Rit | 20 | 19 | 22 | 16 | 28 | 27 |  | 2     | 31º  |

| 2005 | Classe | Moto    |    |    |    |     |    |    |    |    |    |    |     |    |    |    |    |    |    | Punti | Pos. |
| ---- | ------ | ------- | -- | -- | -- | --- | -- | -- | -- | -- | -- | -- | --- | -- | -- | -- | -- | -- | -- | ----- | ---- |
| 2005 | 125    | Aprilia | 13 | 17 | 22 | Rit | 23 | 27 | 28 | NE | 13 | 26 | Rit | 30 | 28 | 25 | 25 | 19 | 17 | 6     | 29º  |

| 2006 | Classe | Moto            |    |     |    |  |    |     |    |    |     |    |    |    |    |    |    |    |    | Punti | Pos. |
| ---- | ------ | --------------- | -- | --- | -- |  | -- | --- | -- | -- | --- | -- | -- | -- | -- | -- | -- | -- | -- | ----- | ---- |
| 2006 | 250    | Honda e Aprilia | 18 | Rit | 17 |  | 22 | Rit | 17 | 17 | Rit | 20 | NE | 18 | 12 | 17 | 22 | 19 | 22 | 4     | 29º  |

| Legenda | 1º posto        | 2º posto            | 3º posto            | A punti      | Senza punti        | Grassetto – Pole position Corsivo – Giro più veloce |
| Legenda | Gara non valida | Non qual./Non part. | Ritirato/Non class. | Squalificato | '-' Dato non disp. | Grassetto – Pole position Corsivo – Giro più veloce |